# 檀一雄
檀 一雄（だん かずお、1912年〈明治45年〉2月3日 - 1976年〈昭和51年〉1月2日）は、日本の小説家、作詞家、料理家。
私小説や歴史小説、料理の本などで知られる。「最後の無頼派」作家・文士ともいわれた。また、西遊記の日本語抄訳もある（東京創元社ほか）。
代表作は、律子夫人の没後に描いた『リツ子 その愛』『リツ子 その死』、時代娯楽作品も人気があり『真説石川五右衛門』（1950年、第24回直木賞受賞）、『夕日と拳銃』など、また20年以上に亘り、書き継がれライフワークとなった遺作『火宅の人』（1986年、東映で異父弟のプロデューサーの高岩淡の企画、深作欣二監督、緒形拳主演により映画化）など。
長女は女優の檀ふみ。長男はエッセイストの檀太郎。妹は左翼活動家でイラストレーターの檀寿美。作家の嵐山光三郎とは嵐山が編集者時代から親交が厚かった。

## 来歴
山梨県南都留郡谷村町（現：都留市下谷）に図案の技師として、県立工業試験場に勤めていた父・参郎､母・とみの長男として生まれる。檀家は本籍地が福岡県山門郡沖端村（現：柳川市）で、柳川藩の普請方を務めた家柄であった。父の参郎は山梨県立工業学校の図画教員で、繊維工業試験場の嘱託も兼ねていた。1914年（大正3年）、父が退職したため福岡へ戻る。翌1915年（大正4年）、参郎の画業修行のため上京して谷中に住むが、生活が困窮し翌年には再び帰郷し、母とみの実家である久留米に住む。栃木県足利の尋常高等小学校に通うが、1924年（大正13年）には両親が離婚する。この年には栃木県立足利中学校へ進学。
1928年（昭和3年）には福岡高等学校文科乙類へ入学。この頃には同人誌を製作して小説や詩を発表しており、社会主義読書会へも参加して停学処分を受けた。1932年（昭和7年）、東京帝国大学経済学部に入学。1933年（昭和8年）、同人誌『新人』を創刊し、処女作「此家の性格」を発表、瀧井孝作や林房雄らの賞賛を受け、尾崎一雄を紹介される。同年、太宰治、井伏鱒二の知遇を得、師と仰いだ佐藤春夫とも知る。この年には11年ぶりに母とみと再会している。1934年（昭和9年）、古谷綱武と同人誌『鷭』を創刊するが二号で廃刊。太宰治、中原中也、森敦らと『青い花』を創刊、翌年、日本浪曼派に合流する。
1936年（昭和11年）、「夕張胡亭塾景観」が第2回芥川賞候補となる。『文藝春秋』に出世作「花筐」を発表。1937年（昭和12年）、日中戦争の勃発により召集を受け久留米独立山砲兵第3連隊に入隊、大陸へ出征。1940年（昭和15年）に軍務終了なるも帰国せず、そのまま満州を旅する。1941年（昭和16年）、母の勧めで福岡の開業医の娘・高橋律子と婚約し、翌年に結婚。1943年（昭和18年）に長男太郎が誕生する。1944年（昭和19年）には陸軍報道班員として再び大陸へ渡る。この間、律子は腸結核に罹患。翌45年に帰国し、一雄は献身的な看病を行ったが、律子は1946年（昭和21年）に死去。
同年、児童文学者与田準一の紹介で福岡県山門郡瀬高町（現：みやま市）の酒造家の娘山田ヨソ子と再婚し、上京後は石神井に居を構える。1948年（昭和23年）に太宰が自殺した後は坂口安吾とも交流をもつ。

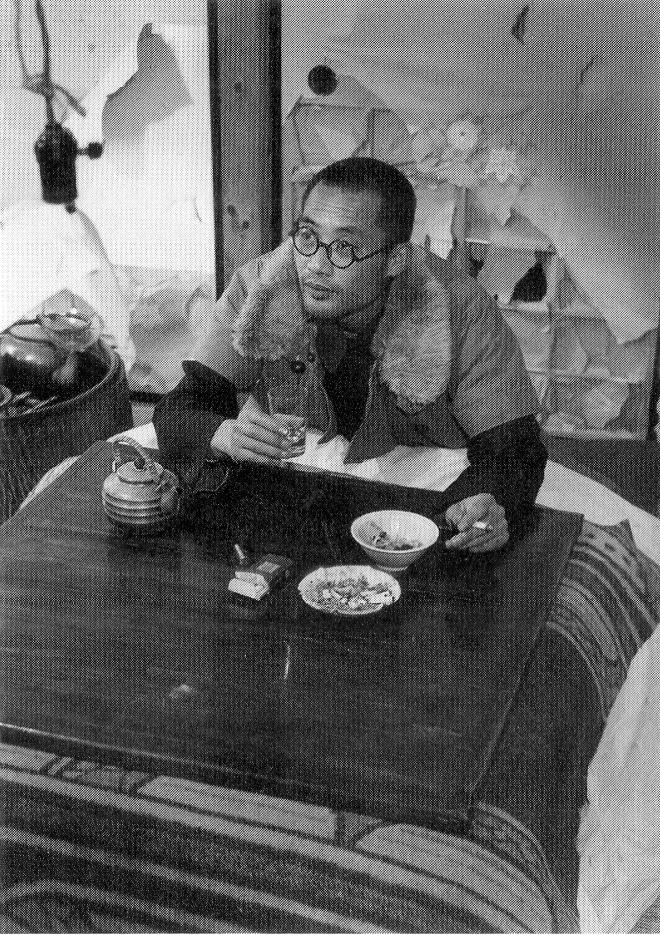
林忠彦撮影 (昭和24年)1949年

1950年（昭和25年）、先妻である律子を描いた連作「リツ子・その愛」、「リツ子・その死」にて文壇に復帰。1951年（昭和26年）「長恨歌」「真説石川五右衛門」の2作にて直木賞を受賞。
檀は舞台女優入江杏子と愛人関係にあった。入江は石神井の自宅にしばしば出入りしていたが、1956年（昭和31年）、青森県東津軽郡蟹田町（現：外ヶ浜町）の太宰治文学碑除幕式に同行した際に男女の関係となり、そのまま山の上ホテルで同棲をはじめた。入江杏子との生活そして破局を描いたのが代表作『火宅の人』である。1961年（昭和36年）文芸誌『新潮』に「火宅の人」の最初の一編である「微笑」が発表され、その後連作として各誌に発表された。しかし以後執筆は遅々として進まず一旦中断した。
1968年1月より1974年3月（20号）まで季刊文芸誌「ポリタイア」を編集、発行した。この実質的なスポンサーは、ともに詩作の経験がある世耕政隆（参議院議員・近畿大学総長）と麻生良方（衆議院議員）であった。
1970年（昭和45年）11月より1972年（昭和47年）2月までポルトガルのサンタ・クルス（リスボン近郊のTorres Vedrasの中にある漁村）に滞在。1974年（昭和49年）、福岡市西区能古島に自宅を購入し転居、月壺洞（げっこどう）と名づけた。1975年（昭和50年）に檀は悪性肺ガンのため九州大学医学部付属病院に入院。
同年「新潮」で『火宅の人』を再開し、編集者小島喜久江協力による口述筆記により病床で最終章「キリギリス」を完成させ遺作となった。1976年（昭和51年）1月2日に死去した。享年63。死後、『火宅の人』で昭和51年度読売文学賞を追贈された。戒名は能嶽院殿檀林玄遊居士。
1977年（昭和52年）、終の住家となった能古島に文学碑が建てられ、その文面には檀の辞世の句となった「モガリ笛 幾夜もがらせ 花二逢はん」と刻まれ、毎年5月の第3日曜日には檀を偲ぶ「花逢忌」がこの碑の前で行われている。また、檀の墓は故郷・柳川の福厳寺に建てられている。
1991年（平成3年）から1992年（平成4年）に『檀一雄全集』（全8巻別巻、沖積舎、実質は作品集）が刊行された。

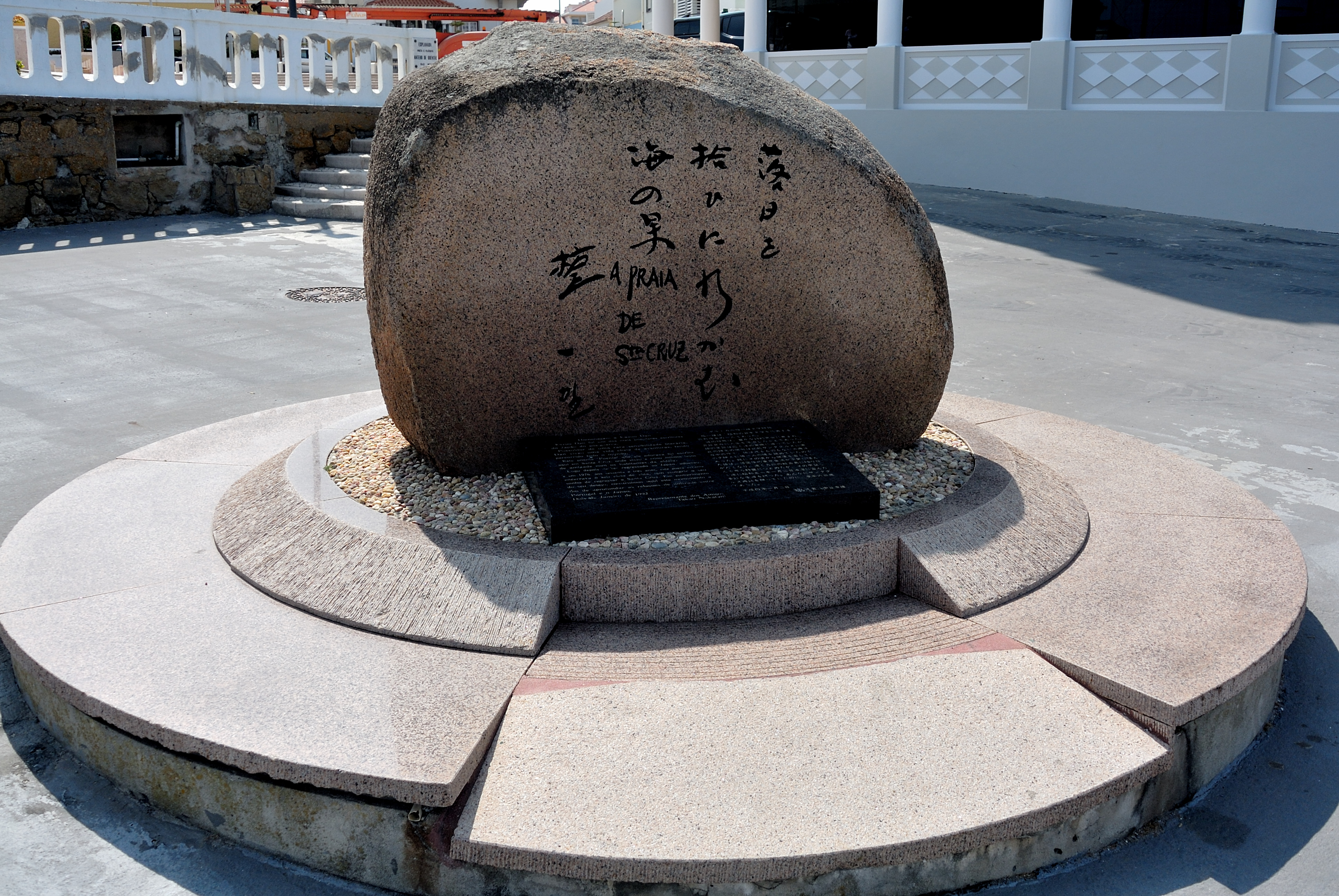
ポルトガルのサンタ・クルース（英語版）にあるモニュメント「ポルトガル檀一雄文学碑」
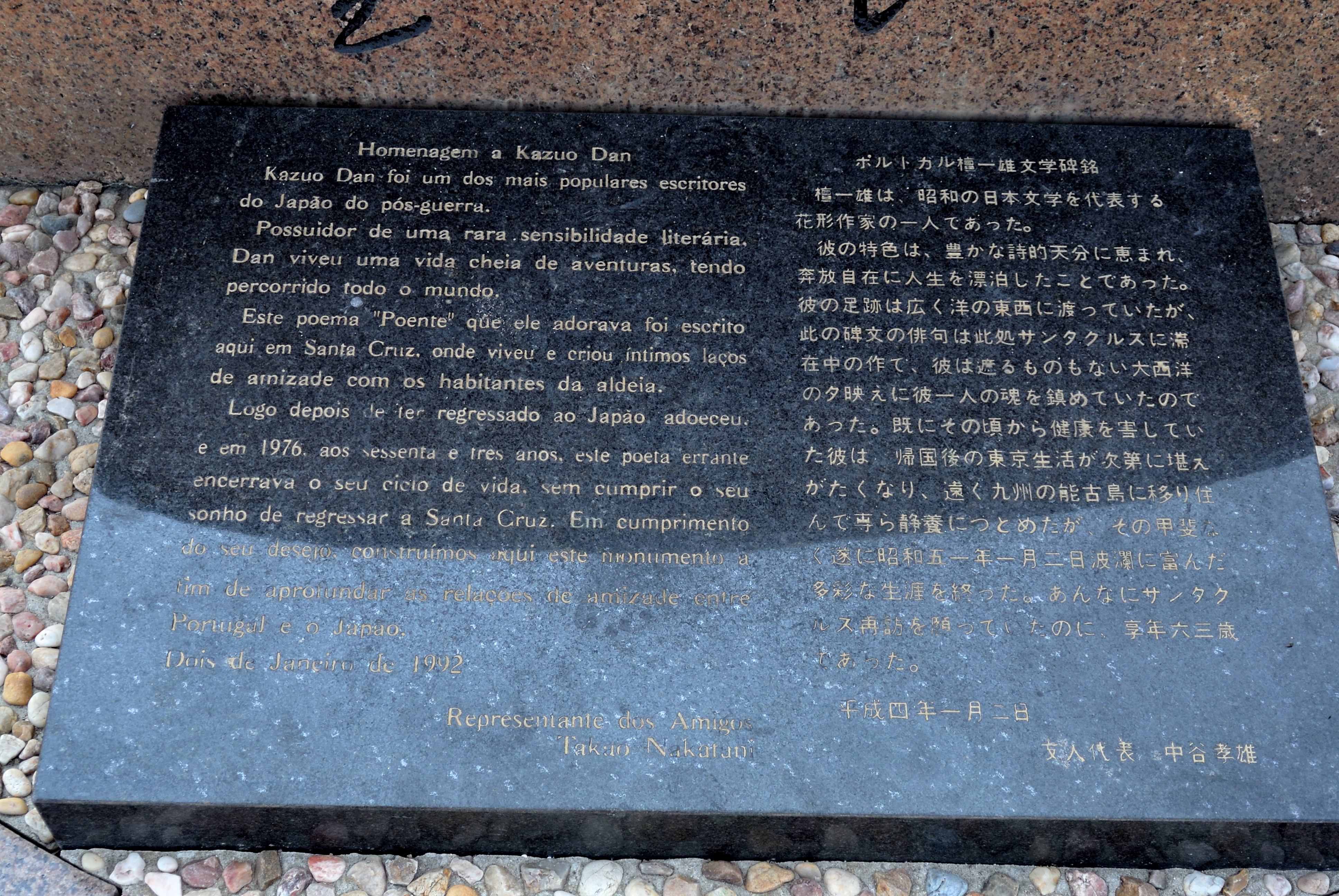
碑銘

## 人物

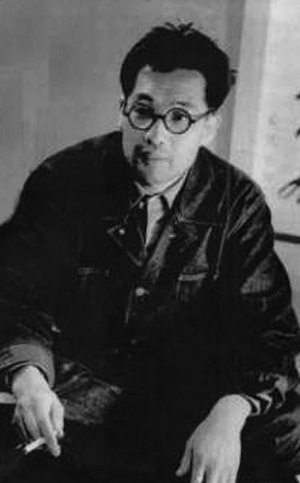
中年期の檀

- 太宰治とは盟友と言っていい程の関係であり、特に出会った1933年から召集で交友が途絶える1937年までの間は連日のように連れ立っての放蕩三昧であった[7]。お互い酔いつぶれたあげく太宰に自殺を持ちかけられ、共にガスを使って実行しかけたこともある[8]。また秋沢三郎からは酒席で「太宰の腰巾着」と揶揄され、激怒した檀はその場で秋沢を殴った（ただし秋沢とはその後も親交が続いた）。檀は当初より太宰の才能を高く評価し、2度目に会った時には直接「君は、天才ですよ」と告げた[9]。太宰の没後『小説 太宰治』（新版・岩波現代文庫）を執筆している。
- 檀が9歳の時に実母が出奔し、また父が料理を作れなかったこと、そして小学校に上がっていない妹が3人いたことからやむなく料理を始めた経緯があるが[10]、結果檀は文壇屈指の料理人として名を通した。著書にも『檀流クッキング』、『美味放浪記』、『わが百味真髄』があり、その造詣の深さが窺える（新版 各中公文庫BIBLIO）。また、檀は旅先でも地元の食材を買い求め、自宅に来る編集者や友人らに自ら腕をふるって料理を振舞っていたという。長男・檀太郎とその妻・晴子が受け継いで、著書を複数刊行している。
- 檀自身、転勤族だった父の影響の為か「帰巣本能に乏しい」と語っており、世界中への放浪を繰り返した生涯であった。しかし、その放浪によって自らの作品や前述の料理の知識を得ていたとも言える。『漂蕩の自由』（中公文庫）に詳しい。
- 同郷の火野葦平とも親交があり、その火野の紹介で会ったのが柳川の旧伯爵・立花家の16代当主立花和雄である。檀も柳川育ちであったためにたちまち意気投合し、柳川滞在時には立花の経営する料亭旅館『柳川御花』の離れに宿泊するのが常であった。また滞在時には『火宅の人』も執筆している。
- 『NHK特集 命もえつきる時 作家檀一雄の最期』[11]（1987年4月6日夜放送、語り草野大悟）では、入院先で口述筆記により「火宅の人」完成に向け、苦闘する姿が録音テープと共に紹介された。
- 作家の坂口安吾とその妻・三千代を自宅に居候させたことがある。そのとき坂口は「カレーライス百人前事件」を起した。

- 1967年の吉永小百合の主演映画『斜陽のおもかげ』に本人役で出演した。

## 主な作品
- 『夕張胡亭塾景観』（1935年、第2回芥川賞候補）
- 『花筐』（はながたみ）（1937年、処女作品集）
- 『天明』（1944年、第4回野間文芸奨励賞）
- 『リツ子・その愛』（1950年）
- 『リツ子・その死』（1950年）
- 『真説石川五右衛門』（1951年、第24回直木賞）
- 『長恨歌』（1951年、第24回直木賞）
- 『ペンギン記』（1952年）
- 『誕生』（1955年）
- 『夕日と拳銃』（1956年、同年映画化）
- 『火宅の人』（1961年 - 1975年、第27回読売文学賞小説賞、第8回日本文学大賞）
- 『檀流クッキング』（1970年）、続編刊

## 著書
- 『花筐』赤塚書房 1937年
- 『虚空象嵌』赤塚書房 1939年
- 『小説太宰治』六興出版社 1949年 のち 審美社、岩波現代文庫
- 『リツ子・その愛』、『リツ子・その死』作品社 1950年 のち 新潮文庫、角川文庫、旺文社文庫
- 『長恨歌』文藝春秋新社 1951
- 『真説石川五右衛門』（上下）新潮社 1951年 - 1952年 のち 角川文庫、春陽文庫、講談社文庫、徳間文庫
- 『狼煙』春陽文庫 1951年
- 『聖マリヤの鐘』偕成社 1954年
- 『ペンギン記』現代社 1954年
- 『虹を吹く少年』同和春秋社（昭和少年少女文学選集）1954年
- 『男戦女国』東方社 1955年
- 『木曽義仲』筑摩書房 1955年
- 『戦国名将伝』河出新書 1955年 のち 徳間文庫
- 『青い稲妻』東方新書 1955年
- 『夕日と拳銃』（上下）。新潮社 1955年 - 1956年、新版1986年 のち 河出文庫、角川文庫
- 『地上 第一部』新潮社 1956年
- 『天下無法坊行状記』同光社 1956年
- 『新カグヤ姫』近代生活社 1956年
- 『海の竜巻』講談社ロマン・ブックス 1956年
- 『青春放浪』筑摩書房 1956年 のち ちくま文庫、小学館
- 『真書太閤記 藤吉郎篇』河出新書 1956年
- 『オレは馬賊だ』同光社 1956年
- 『最後の仇討』同光社 1956年
- 『照る陽の庭』現代社 1956年
- 『女の山彦』角川小説新書 1956年
- 『風と剣』雲井書店 1957年
- 『少年猿飛佐助』東京創元社 1957年
- 『光る道』新潮社 1957年
- 『かもめ夫人』現代社 1958年
- 『白い弾丸』光文社 1958年
- 『風の中の青春』筑摩書房 1958年
- 『暖かい町』角川書店 1958年
- 『風と雲雀と丘』新潮社 1958年
- 『新説 国定忠治』筑摩書房 1961年 のち 各（上下）、河出文庫、徳間文庫
- 『海のある窓』中央公論社 1962年
- 『ひょうたん剣法』光風社 1962年
- 『恋と吹雪と砲弾』桃源社 1963年
- 『東京休日』桃源社（ポピュラー・ブックス）1964年
- 『女は大敵』双葉小説新書 1965年
- 『帽子いっぱいの涙』大光社 1967年
- 『新・世界千夜一夜』文理書院ドリーム出版 1967年
- 『太宰と安吾』虎見書房 1968年 のち沖積舎、バジリコ
- 『わが百味真髄』講談社 1969年 のち中公文庫（改版）ISBN 4-12-204644-0
- 『小説坂口安吾』東洋出版 1969年
- 『母の手』皆美社 1970年
- 『檀流クッキング』サンケイ新聞出版局 1970年 のち 中公文庫（改版）ISBN 4122040949
- 『来る日去る日』皆美社 1972年
- 『美味放浪記』日本交通公社 1973年 のち 中公文庫（改版）ISBN 4-12-204356-5
- 『花筐・光る道 他四編』（表題の他に「元帥」・「白雲悠々」・「ペンギン記」・「誕生」所収）旺文社文庫 1973年
- 『風浪の旅』山と渓谷社（「現代の旅」シリーズ、1974年）
- 『王様と召使い ユーモア・エッセイ』番町書房 1974年 のち 旺文社文庫
- 『檀一雄詩集』五月書房 1975年
- 『火宅の人』（上下）新潮社 1975年 のち 新潮文庫（改版）
- 『わが青春の秘密』新潮社 1976年
- 『蘆の髄から』番町書房 1976年
- 『檀一雄全集』全8巻 新潮社 1977年 - 1978年
- 『青い雲』作品社（上下）1985年
- 『燃える砂』毎日新聞社 1986年

以下は新編作品集
- 『檀一雄全集』全8巻・別巻 沖積舎 1991年 - 1992年。真鍋呉夫 編
- 『逢う、花に。檀一雄作品集』長野秀樹編、花書院 1996年
- 『作家の自伝70 檀一雄 母の季節／父子来迎』日本図書センター・シリーズ人間図書館 1998年。野原一夫 編
- 『小説 太宰治』岩波現代文庫 2000年、小学館 2019年
- 『海の泡 檀一雄エッセイ集』講談社文芸文庫 2002年
- 『花筐・白雲悠々 檀一雄作品選』講談社文芸文庫 2003年
- 『漂蕩の自由』中公文庫 2003年
- 『太宰と安吾』角川ソフィア文庫 2016年 ISBN 4-04-400086-7
- 『完本 檀流クッキング』檀太郎・晴子編、集英社 2016年 ISBN 4-08-780780-0
- 『花筐』光文社文庫 小学館、各・2017年

## 題材とした作品
ドキュメンタリー
- むかし男ありけり（1984年、RKB毎日放送）- 檀一雄の足跡を取上げた作品。俳優・高倉健が出演。同年芸術祭 (文化庁) テレビドキュメンタリーの部 優秀賞受賞。
- NHK特集「命もえつきる時 〜作家 檀一雄の最期〜」（1987年4月6日、NHK総合）[12]

## 関連人物
- 太宰治 - 『川端康成へ』で檀一雄が友人として出てくる。
- 真鍋呉夫 - 作家。同郷である檀とは30年近くに亘り兄事・交流した。『評伝火宅の人 檀一雄』（沖積舎）がある
- 野原一夫 - 筑摩書房の担当編集者、『人間 檀一雄』（新潮社、1986年／ちくま文庫、1992年）がある
- 小島千加子 - 新潮社の担当編集者、回想『三島由紀夫と檀一雄』（構想社／ちくま文庫）がある
- 嵐山光三郎 - 担当編集者（平凡社）の一人、作家・エッセイストになった。
- 沢木耕太郎 - 著書『檀』（新潮社）は、ヨソ子夫人への取材に基づき、夫人から見た檀一雄の姿を描写。
- 小森和子 - 愛人の一人
- 杉山英樹 - 足利時代の中学高校の同級生で、戦前に『バルザックの世界』を著した
- 大隈秀夫 - 交流があり、『モガリ笛いく夜 回想の火宅の人と大宅壮一』を著した。